# Oca de Ross
L'oca de Ross (Anser rossii) o (Chen rossii) és una espècie d'ocell de la família dels anàtids (Anatidae) que cria a llacs de la tundra del nord del Canadà, a zones properes a la Badia de Hudson. Passa l'hivern a aiguamolls i camps negats dels Estats Units centrals i orientals.